# Stuvsta
Stuvsta är sedan 2018 en egen kommundel i Huddinge kommun, Stockholms län vars bebyggelse ingår i tätorten Stockholms tätort. Tidigare var Stuvsta ett delområde inom före detta kommundelen Stuvsta-Snättringe. Stuvsta sträcker sig från Hagsätra (Stockholms kommun) i norr ner till Tomtberga och Hörningsnäs gård i söder, från Snättringe i väster till Orlångsjö och sjön Trehörningen i öster.

## Historia

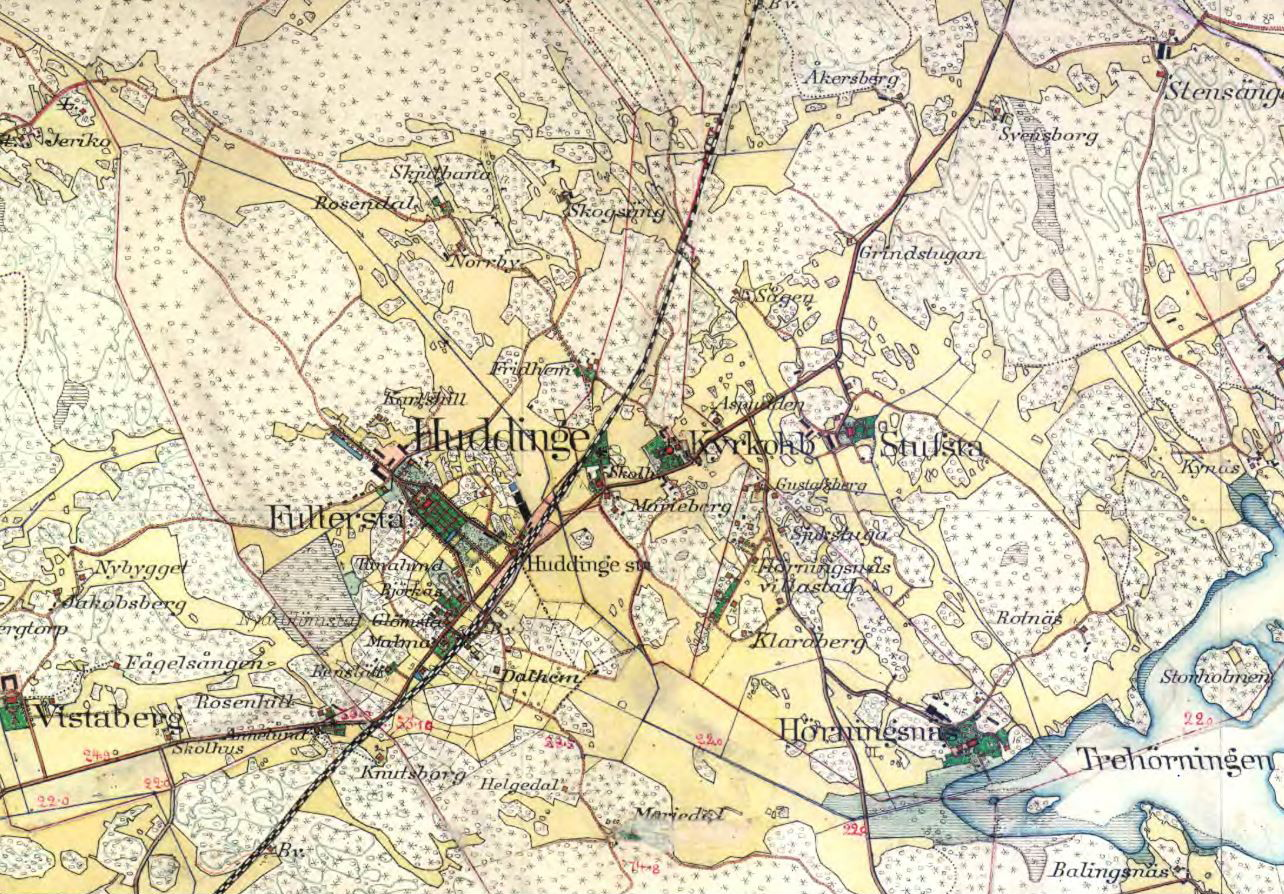
Häradsekonomiska kartan över Huddinge socken från 1901-1906 med Stuvsta gård och Fullersta gård.

Namnet Stuvsta (Studzta) finns 1353 första gången skriftligt dokumenterat. Namnet lär ha med stutar (oxar) att göra. Under sena medeltiden bestod Stuvsta av fyra hemman; Mellangården, Västergården, Östergården och Oppgården. På 1600-talet blev dessa utgårdar till Vårby gård, Fullersta gård och Glömsta gård. Fram till 1908 ägdes Stuvsta gård av släkten Lagerbielke på Älvsjö gård. Gårdens ägor, som var belägna på båda sidor om den Västra stambanan mellan Stockholm och Södertälje, såldes då till privata markexploatörer. År 1910 bildades Stuvsta Fastighetsaktiebolag som övertog egendomen i syfte att stycka tomter för egnahemsbebyggelse.
Tomtförsäljningen tog fart efter 1918 när Stuvsta Fastighetsbolag lyckades övertala Statens Järnvägar (SJ) att inrätta en järnvägsstation i Stuvsta. Åren 1917–1918 byggdes ett stationshus ritat av arkitekten Folke Zetterwall. Den gulputsade byggnaden med texten "STUVSTA" på gaveln finns kvar än idag. År 1923 övertog SJ ansvaret för stationen som snart utvecklades till en av landets tio största beträffande passagerarantalet beroende på att tomter som låg inom gångavstånd från stationen blev attraktiva för pendlare. En tomtstyckningsplan upprättades 1926 och först 1947 fastställdes en stadsplan för området. För Stuvsta inrättades 1 januari 1924 ett municipalsamhälle som 1947 uppgick i Huddinge municipalsamhälle som sedan upplöstes 1953. Järnvägsstationen var då landets tredje största när det gäller antalet resande.
1928 bildades en missionskrets i Stuvsta. Man hade gudstjänster i en biograf. 1934 inköpte man en villa. På samma ställe invigdes 1954 Stuvstakyrkan som byggdes med tegel från den rivna Betlehemskyrkan i Stockholm från 1840-talet.
Bebyggelsen består idag till stor del av småhus, många är äldre friliggande villor, men sedan 1950-talet har också ett antal hyreshus tillkommit. Inom Stuvsta ligger bland annat områdena Myrängen, där det byggdes rad- och kedjehus under 1980- och 1990-talen, Solfagra, Kynäs, Segersminne och Stensängen. I Stuvsta finns ett centrum med ett 30-tal butiker, apotek, servicehus med dagcentral och pendeltågsstation.
Sedan 1994 går vägtrafiken genom Stuvstatunneln.

## Kollektivtrafik
Stuvsta försörjs av Stuvsta pendeltågsstation. Ett flertal busslinjer passerar även stationen:
- Buss 703: Fruängen–Segeltorp–Snättringe–Stuvsta station–Kvarnbergsplan–Huddinge centrum–Sörskogen
- Buss 705: Stuvsta station–Myrängen–Trehörningen–Kvarnbergsplan–Huddinge centrum–(Solgård)
- Buss 710: Skärholmen–Kungens kurva–Segeltorp–Snättringe–Stuvsta station–Kvarnbergsplan–Huddinge centrum–Sörskogen

Genom Stuvsta går även:
• Buss 172: Skarpnäck–Hökarängen–Högdalen–Stuvsta/Huddingevägen–Huddinge station–Huddinge sjukhus–Fittja–Norsborg

## Historiska bilder

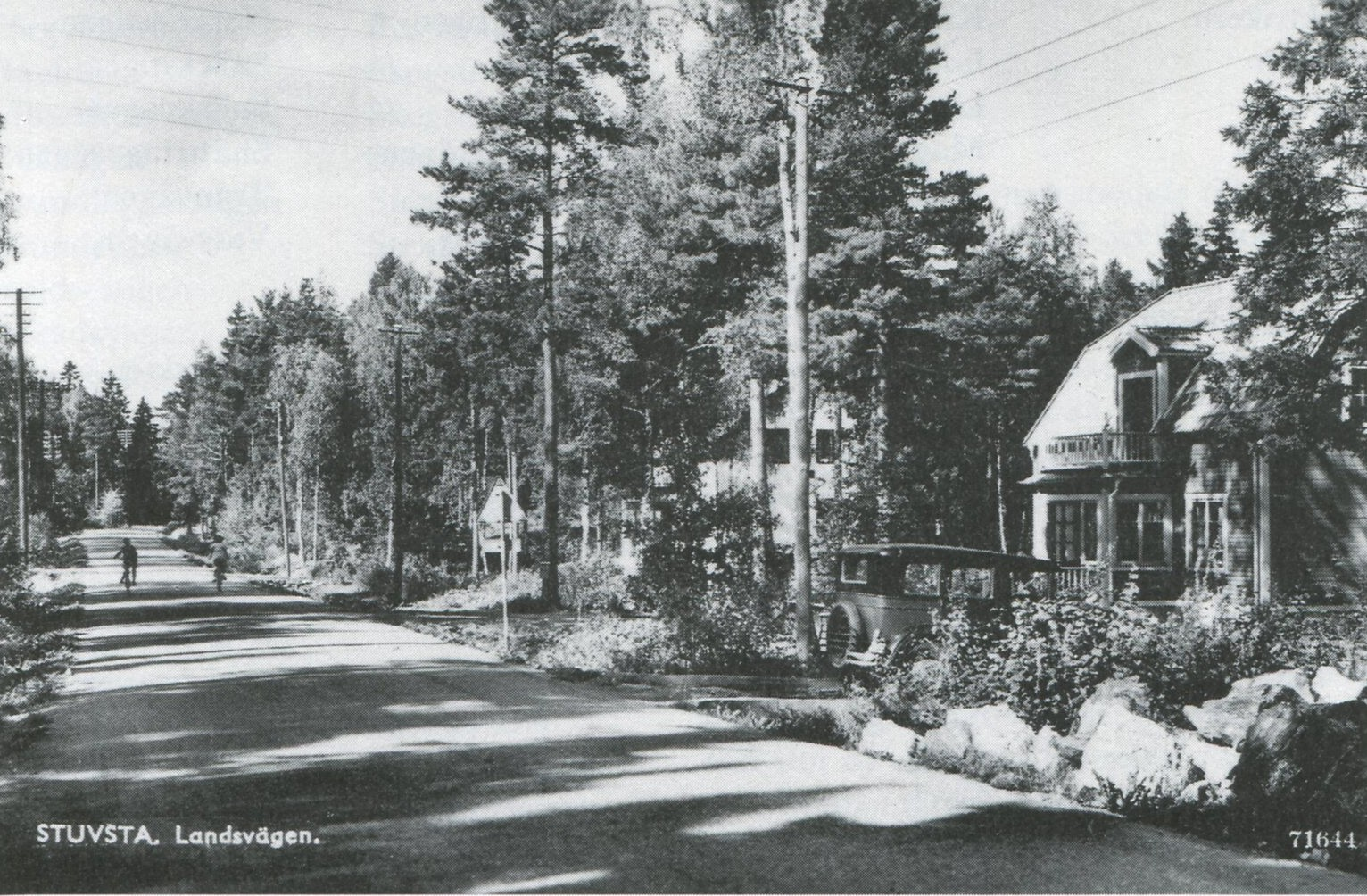
Häradsvägen mot väster från nuvarande Häradsvägen 4, 1930-tal
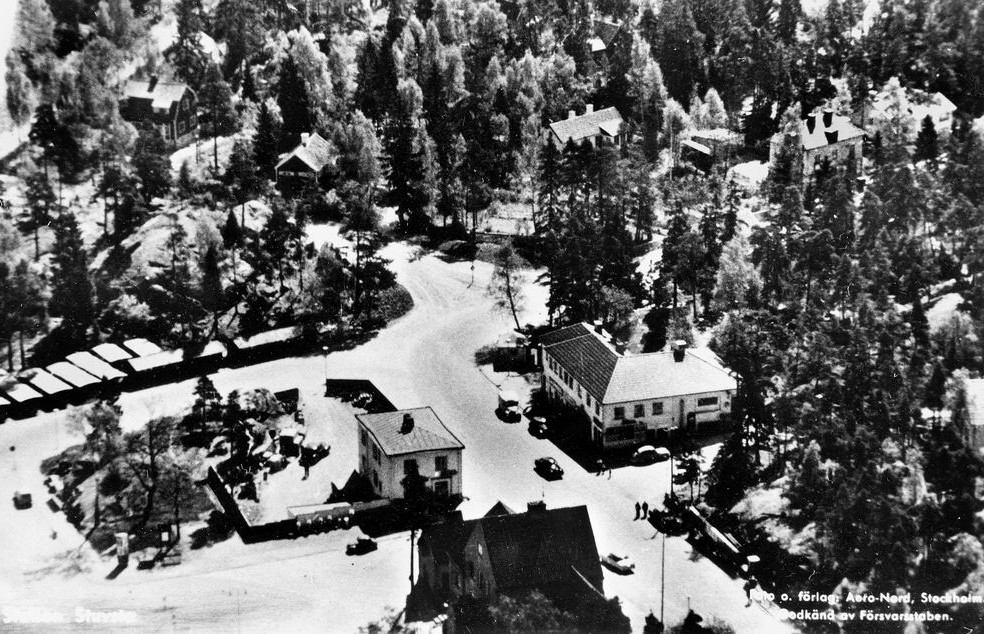
Stuvsta centrum på 1950-talet.
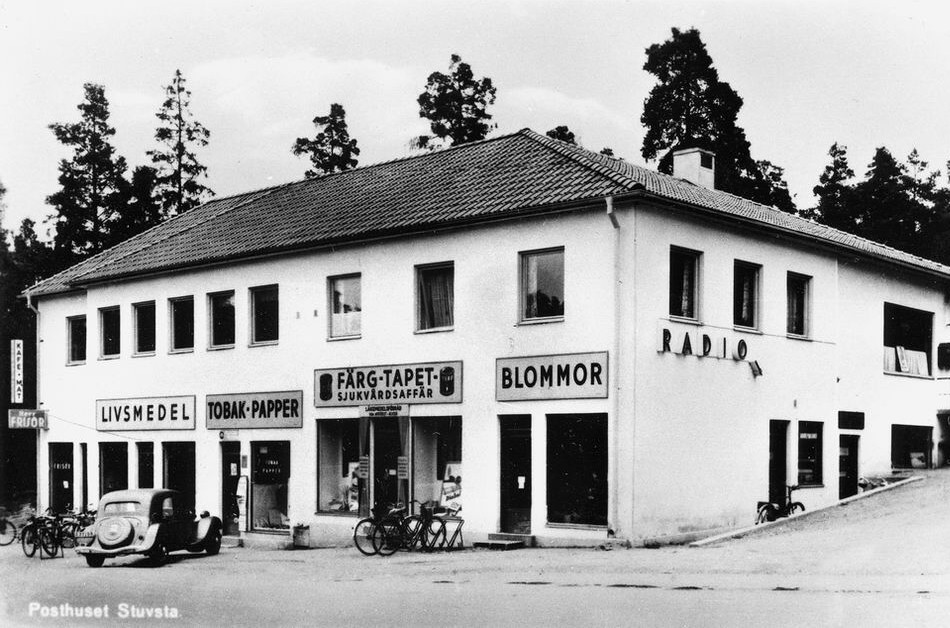
Stuvsta "Posthuset", 1940-tal
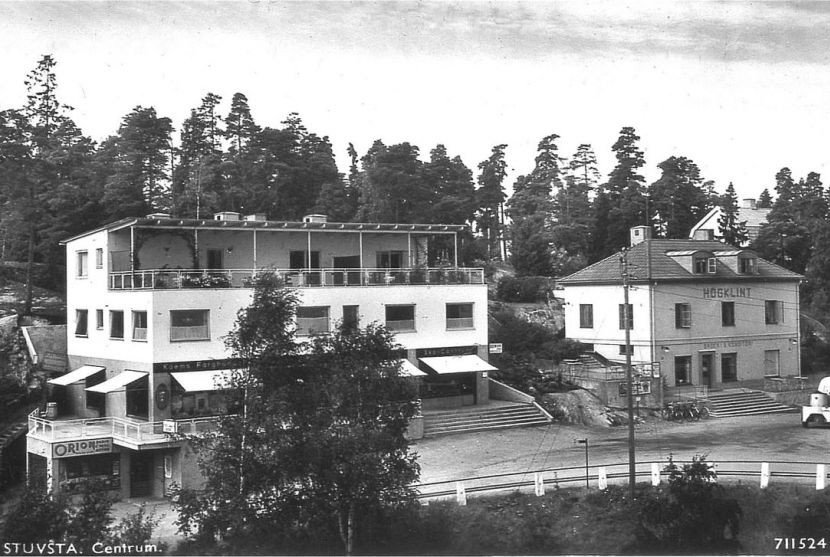
"Centrumhuset" och "Högklinthuset", 1940-tal
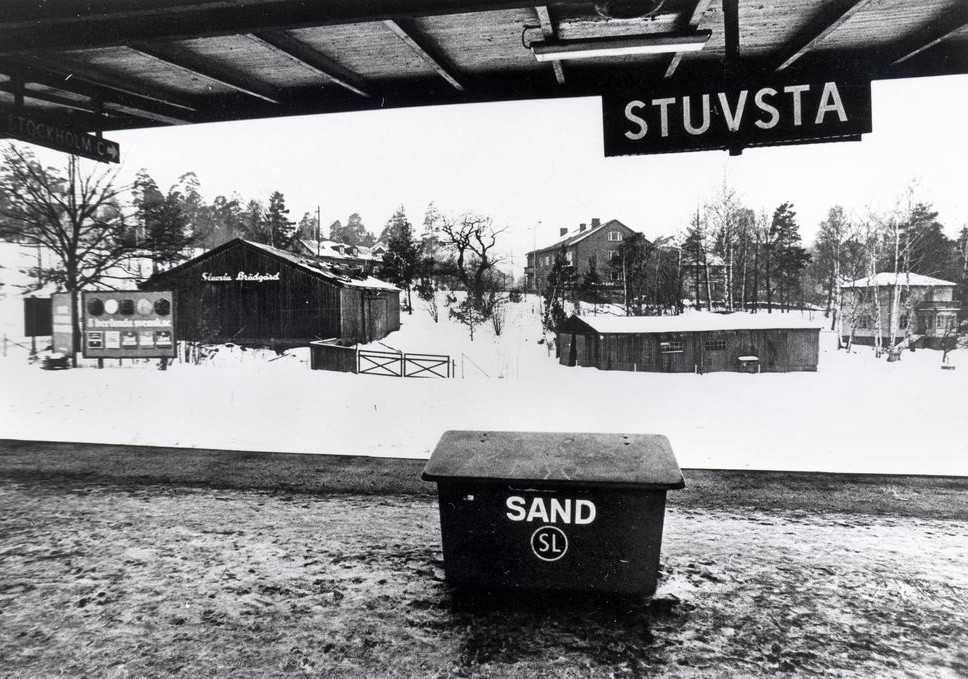
Stuvsta station på 1970-talet med Stuvsta brädgård

## Nutida bilder

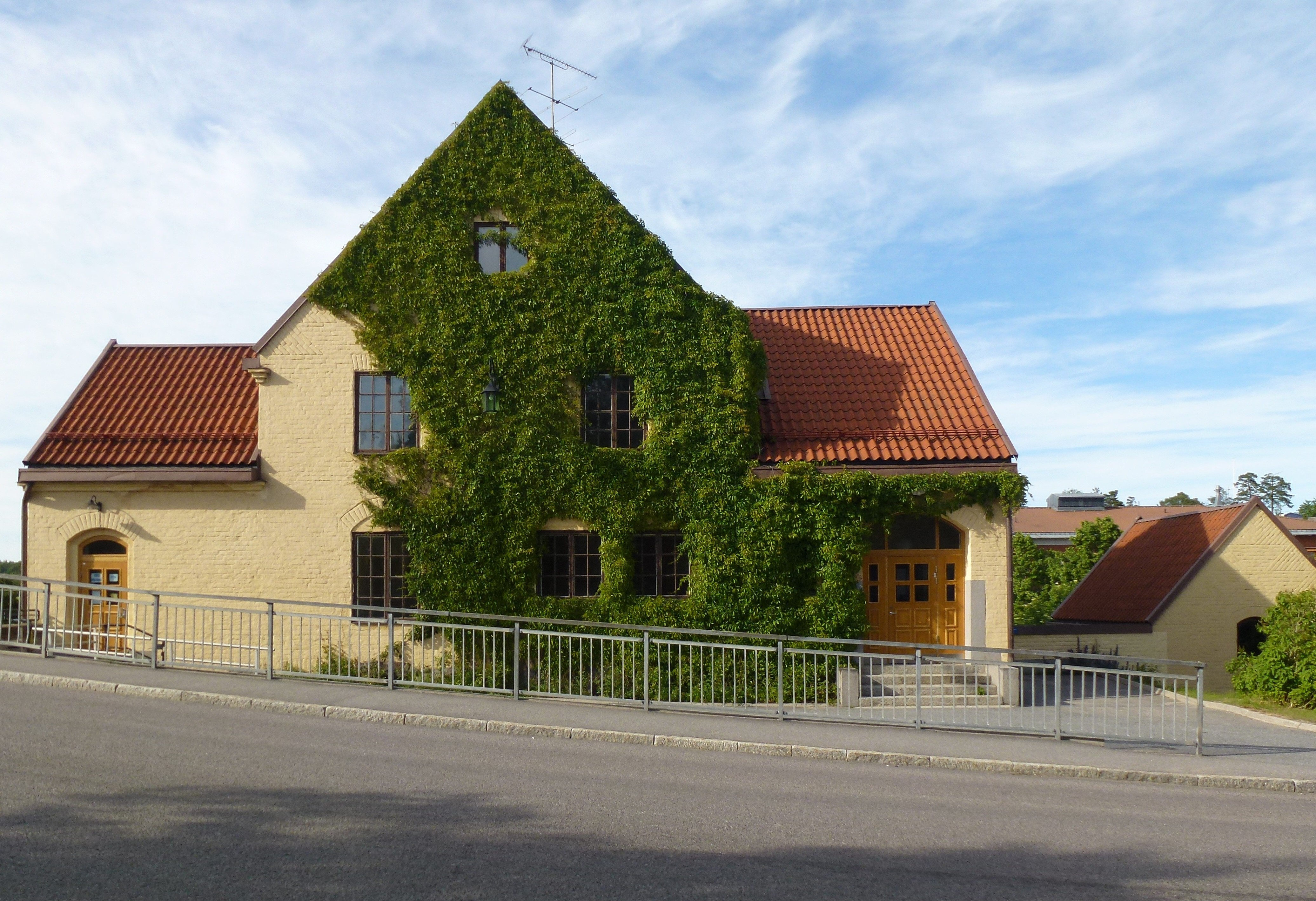
Gamla stationshuset
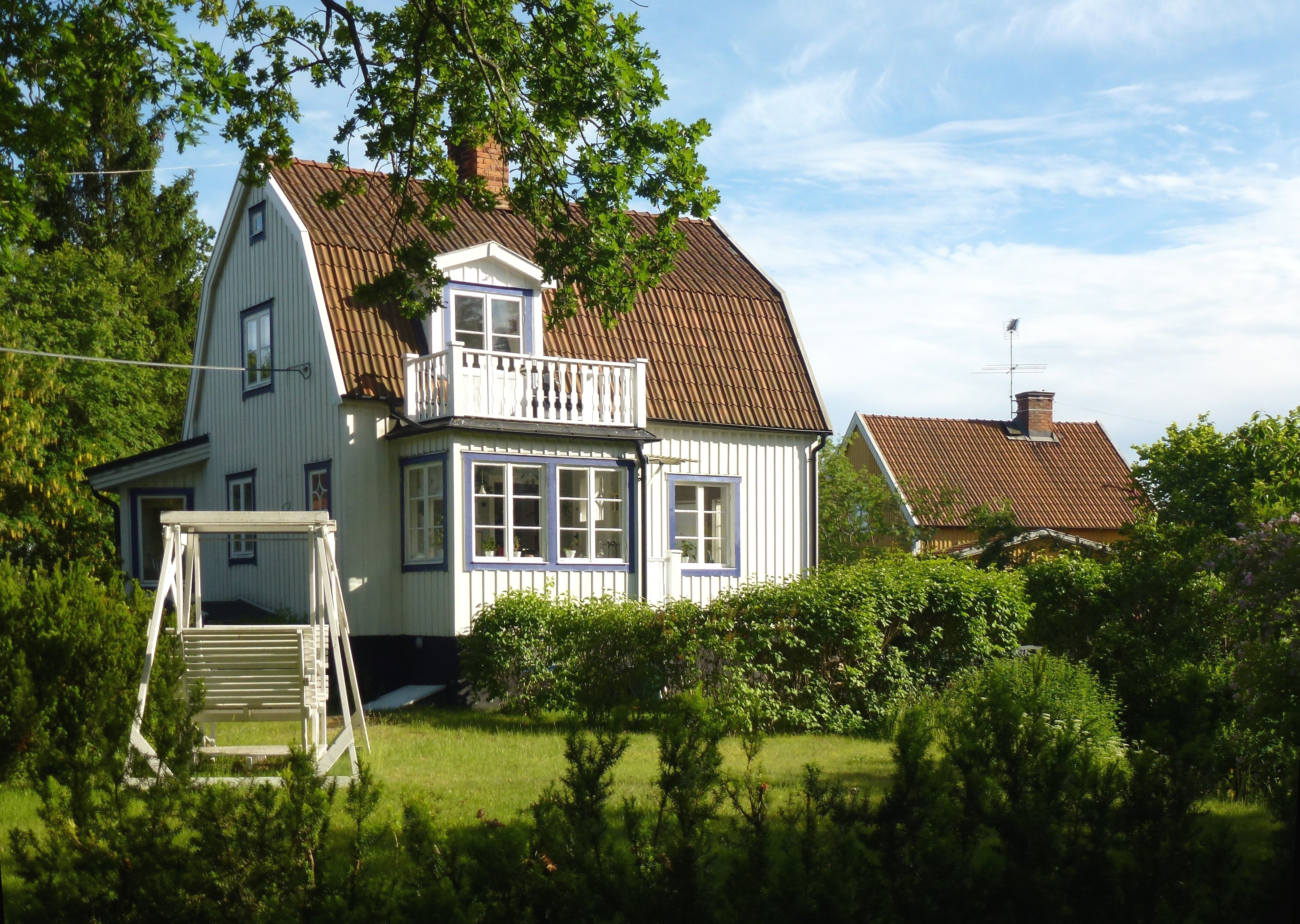
Äldre villabebyggelse
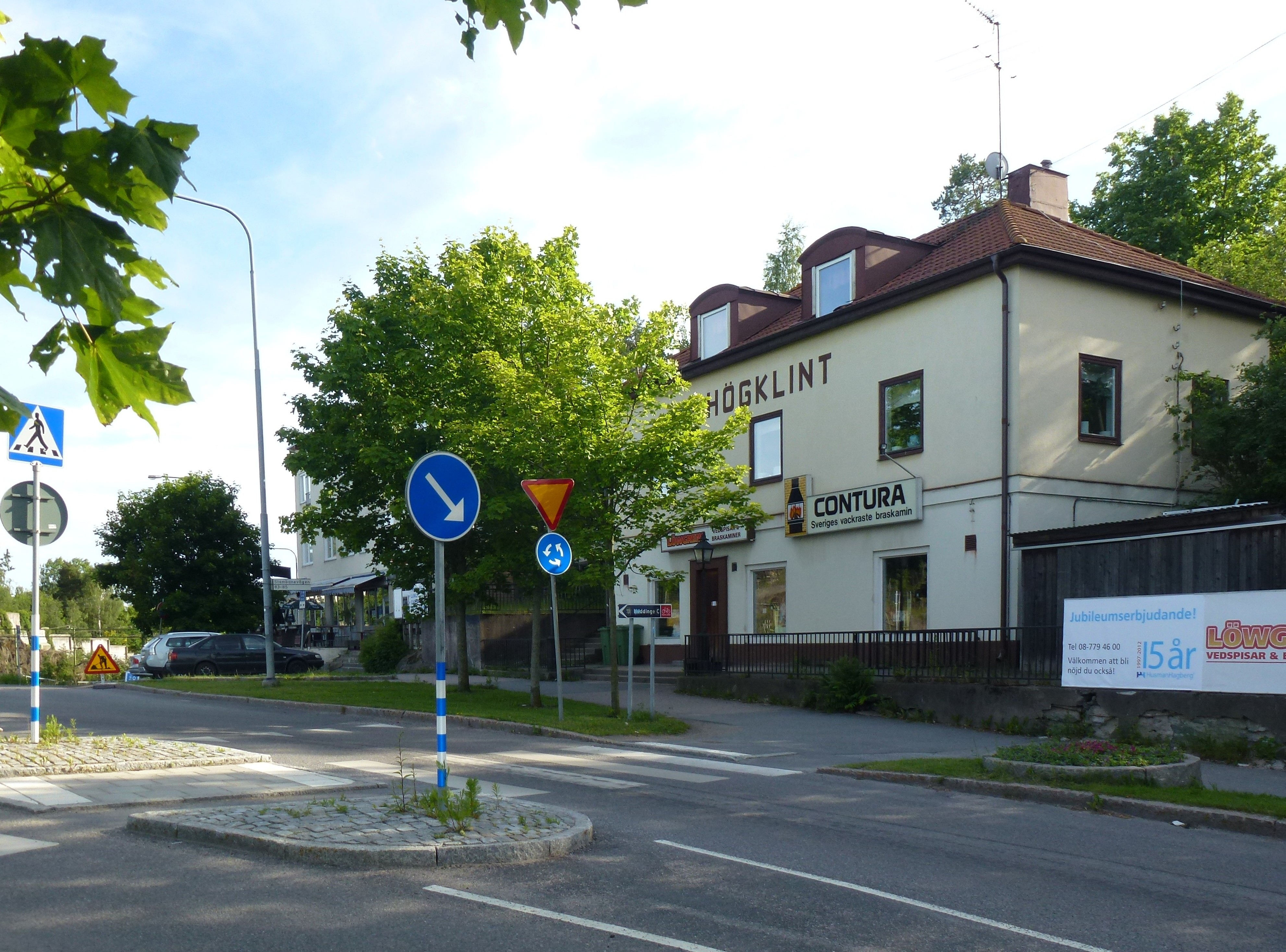
Högklinthuset, tidigare konditori
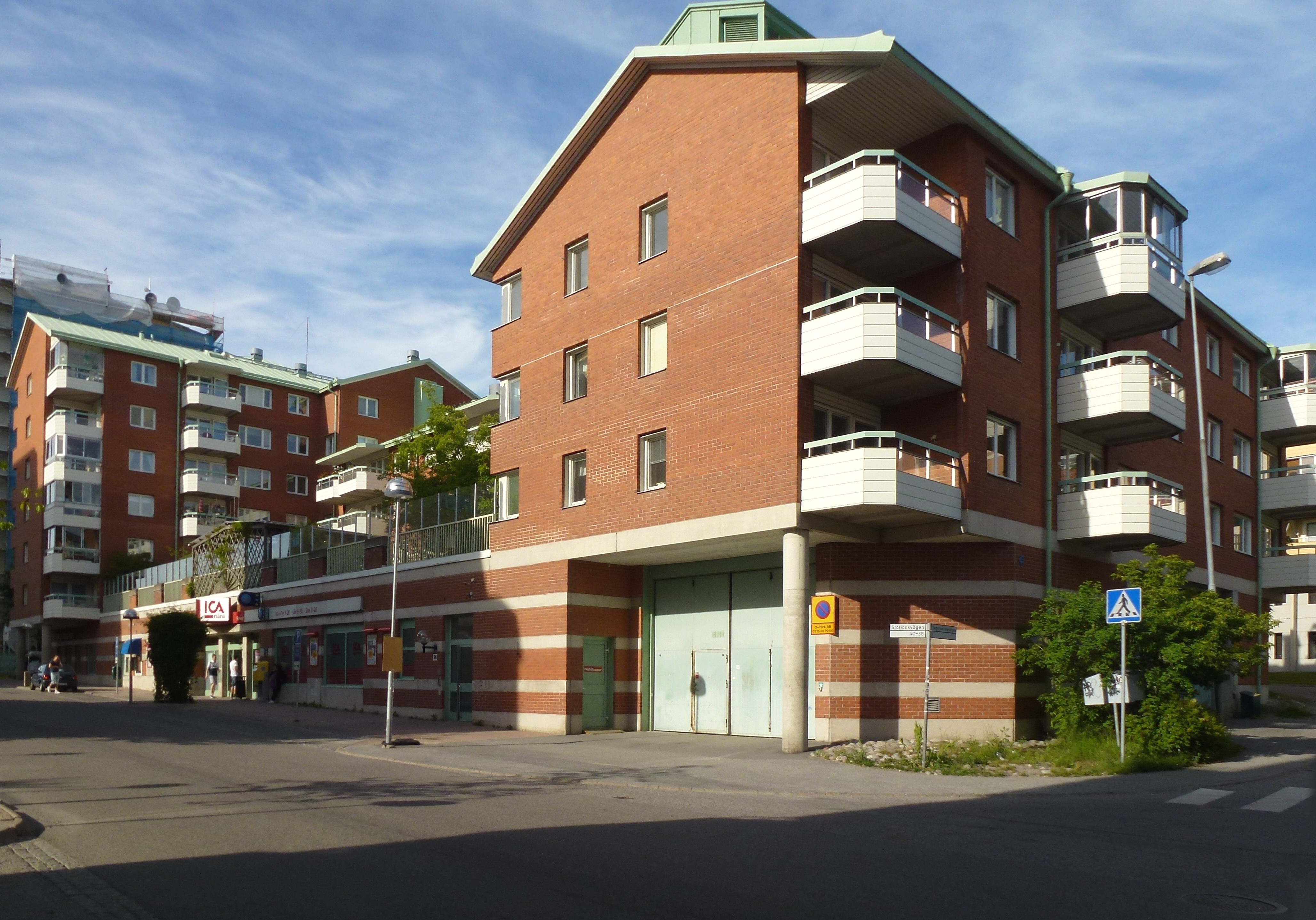
Modern centrumbebyggelse
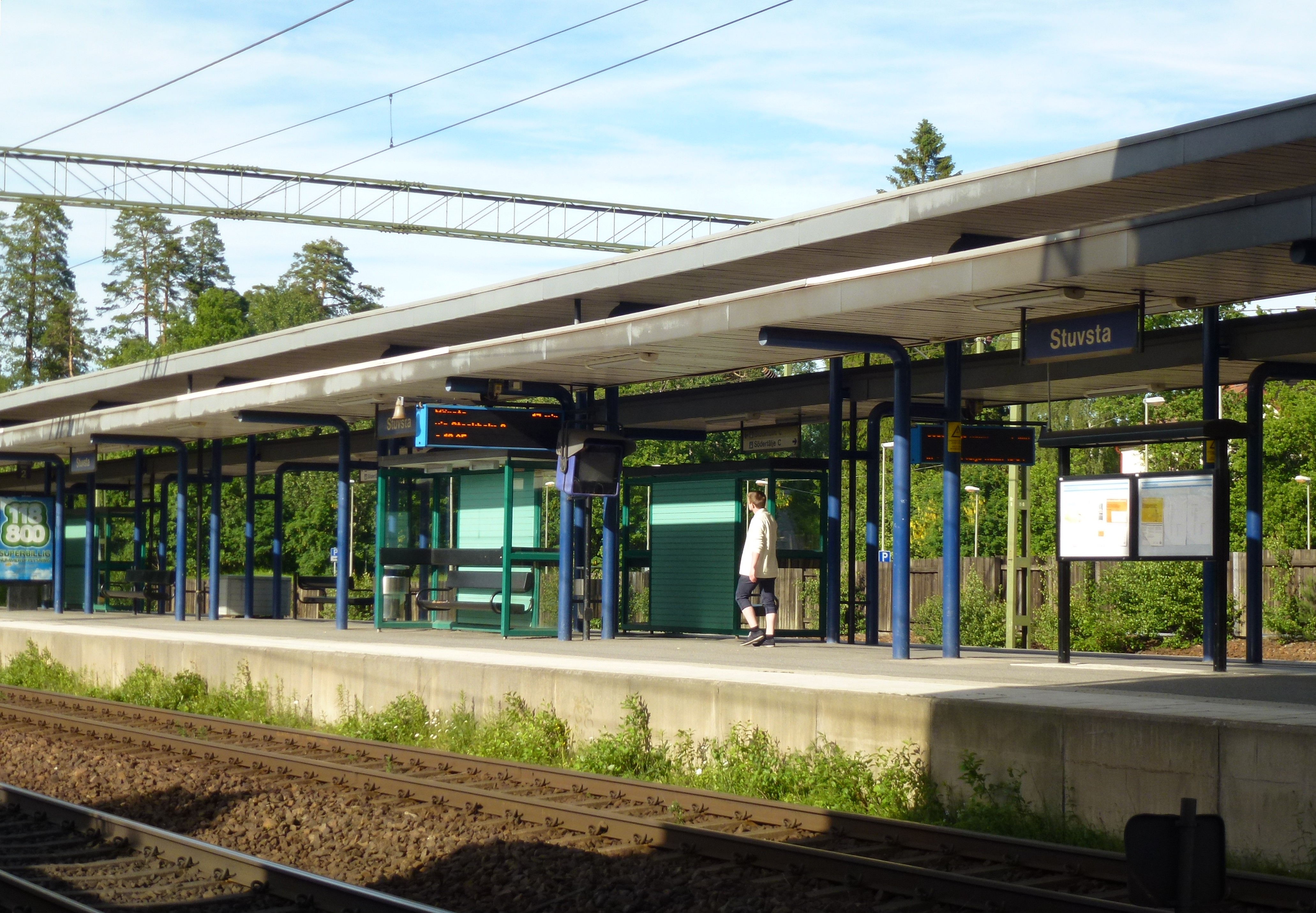
Pendeltågsstationen

## Skolor
I Stuvsta finns det flera skolor: 
- Huddinge gymnasium
- Sågbäcksgymnasiet
- Kräpplaskolan
- Kungsklippeskolan
- Solfagraskolan
- Stensängsskolan
- Myrängsskolan